# República Popular de Moçambique
A República Popular de Moçambique foi um estado socialista que existiu no atual Moçambique de 1975 a 1990.
A República Popular de Moçambique foi estabelecida quando o país conquistou a independência de Portugal em Junho de 1975 e a Frente de Libertação de Moçambique ("FRELIMO") estabeleceu um estado socialista de partido único liderado por Samora Machel. O estado desfrutava de estreitos laços políticos e militares com a União Soviética, que foi uma das primeiras nações a fornecer reconhecimento diplomático e apoio financeiro ao incipiente governo da FRELIMO.  Ao longo da sua história, a República Popular de Moçambique permaneceu fortemente dependente da ajuda soviética, tanto em termos financeiros como no que diz respeito à segurança alimentar, combustível e outras necessidades económicas vitais.  De 1977 a 1992, o país foi devastado por uma guerra civil mortal que opôs as forças armadas à insurgência anticomunista da Resistência Nacional de Moçambique (RENAMO), apoiada pelas vizinhas Rodésia e África do Sul. 
A República Popular de Moçambique mantinha relações estreitas com a República Popular de Angola, Cuba e a República Democrática Alemã (Alemanha Oriental), que eram estados socialistas na época.   A República Popular de Moçambique também foi observadora do COMECON ("Conselho de Assistência Econômica Mútua"), que era uma organização econômica de estados socialistas.  Moçambique fez uma oferta para aderir formalmente ao COMECON como estado membro no início da década de 1980, mas foi rejeitada, apesar do patrocínio e endosso da Alemanha Oriental.  Após o declínio da influência económica soviética e do COMECON na década de 1980, a República Popular de Moçambique procurou uma aproximação com os Estados Unidos, o Fundo Monetário Internacional e a República Federal Alemã após a morte de Samora Machel e o início das reformas económicas sob Joaquim Chissano.
Geograficamente, a República Popular de Moçambique é exatamente igual à atual República de Moçambique, localizada na costa sudeste de África. Faz fronteira com a Suazilândia (atual Essuatíni) a sul, a África do Sul a sudoeste, a Rodésia (mais tarde Zimbabwe) a oeste, a Zâmbia e o Malawi a noroeste, e a Tanzânia a norte.

## História

### Antecedentes
Portugal travou uma longa e amarga campanha de contra-insurgência em Moçambique, de 1964 a 1974, contra a Frente de Libertação de Moçambique (FRELIMO), um movimento nacionalista africano anticolonial que inicialmente operou a partir de santuários externos na vizinha Tanzânia.  A FRELIMO começou a formar um exército de guerrilha para resistir ao domínio português no início de 1963, com a maioria dos insurgentes sendo treinados na Argélia e recebendo armas tanto da União Soviética como da República Popular da China.  A União Soviética forneceu à FRELIMO armas ligeiras, combustível, alimentos, veículos logísticos e contribuições financeiras que variaram entre 85.000 e 100.000 dólares anuais, enquanto o governo chinês forneceu à FRELIMO mais de 10.000 toneladas de armamento só em 1971.  A FRELIMO também rapidamente ganhou o monopólio do apoio e do reconhecimento da Organização da Unidade Africana (OUA), que lhe forneceu assistência financeira, bem como armas canalizadas através do simpático governo da Tanzânia.  Em resposta à insurgência da FRELIMO, os portugueses recorreram a uma campanha de aldeamento modelada a partir do Programa Estratégico Hamlet implementado pelos Estados Unidos na Guerra do Vietnã, selando milhares de civis moçambicanos em colonatos fortificados numa tentativa de isolar os insurgentes das suas bases populares de apoiar.  Também lançou ofensivas gerais para fechar as rotas de infiltração da FRELIMO na Tanzânia e recrutou mais unidades indígenas de contra-insurreição.  Apesar destas medidas, os portugueses perderam o controlo de vastos segmentos do país no início de 1973. A FRELIMO não só controlava grande parte do norte de Moçambique, mas a sua penetração nas províncias do centro e do sul do território, e mesmo nas periferias das grandes cidades, era substancial. 
A Revolução dos Cravos de Abril de 1974 derrubou o governo de direita de Portugal e deu início a uma junta gerida pelo Movimento das Forças Armadas (MFA).  O MFA rapidamente anunciou que se despojaria das restantes colónias do país e acabaria com as dispendiosas guerras coloniais.  A FRELIMO respondeu que só prosseguiria as conversações de paz nas seguintes condições: reconhecimento português da FRELIMO como o único representante legítimo do povo moçambicano, reconhecimento do direito do país à "independência total" e a transferência imediata do poder para a FRELIMO.   Em Setembro, o MFA confirmou que cumpriria estas condições e efectuaria uma transição de poder directamente para a FRELIMO, sem referendo local ou eleições.  Isto alarmou os aliados ocidentais de Portugal, os regimes minoritários brancos anticomunistas na África do Sul e na Rodésia, e a considerável população de colonos brancos em Moçambique.  O anúncio do MFA levou a uma tentativa de golpe de Estado por parte de moçambicanos brancos de direita, que foi esmagada à força pelas tropas portuguesas.  Um relatório do consulado dos Estados Unidos concluiu que "não temos dúvidas de que o Moçambique pós-independência, governado pela FRELIMO, será fortemente influenciado pelos soviéticos e chineses".  Os governos da África do Sul e da Rodésia temiam que um regime simpático da FRELIMO em Moçambique pudesse provavelmente fornecer um canal para as insurgências nacionalistas africanas lançarem ataques aos seus próprios países.  Por exemplo, um relatório da inteligência militar sul-africana da época afirmou que os insurgentes nacionais "gozarão de muito maior liberdade de movimento através de... Moçambique, ao mesmo tempo que receberão mais apoio moral e material directo e indirecto... a escala de tempo de acordo com a qual os acontecimentos provavelmente se desenvolverá será definido principalmente pela URSS e pela China: as duas potências que têm o maior incentivo para criar e manipular a tensão na África Austral". 
No dia 7 de setembro, a FRELIMO e Portugal assinaram o Acordo de Lusaka, que pôs fim à guerra de independência do país. O Acordo de Lusaka estabeleceu a data para a independência formal: 25 de junho de 1975.  Também concedeu à FRELIMO uma ascendência política efectiva em Moçambique durante o período interino, com a partida de administradores, funcionários públicos e militares portugueses.  A FRELIMO rapidamente iniciou uma repressão aos seus oponentes políticos: desertores da FRELIMO e membros do Partido de Coligação Nacional (PCN), um partido nacionalista rival, foram detidos e enviados para campos de reeducação.  Os desertores que viviam no exílio foram persuadidos a regressar a casa com promessas de receber amnistia política, apenas para serem detidos no aeroporto por funcionários de segurança da FRELIMO.  Um grande número de desertores da FRELIMO refugiou-se no Quénia, incluindo antigos estudantes e militantes que se recusaram a regressar a casa.  Desde que a guerra de independência terminou, o Alto Comissariado das Nações Unidas para os Refugiados (ACNUR) retirou-lhes o estatuto de refugiados e recomendou que fossem repatriados involuntariamente.  Temendo represálias da FRELIMO após o seu regresso, os desertores organizaram manifestações à porta dos escritórios do ACNUR em Nairobi, levando o governo queniano a rever o seu caso e a permitir-lhes permanecer naquele país. 

### Independência e início da era pós-colonial
A República Popular de Moçambique foi proclamada após a independência numa cerimónia elaborada em 25 de Junho de 1975.  As comemorações iniciais do dia da independência realizaram-se no Estádio da Machava; estes foram precedidos por uma viagem simbólica do recém-nomeado presidente e presidente do partido FRELIMO, Samora Machel, por Moçambique, começando no norte, onde a FRELIMO lançou pela primeira vez a sua luta armada, e culminando nas províncias do sul.  A nova constituição da República Popular, que foi concluída em 20 de Junho e entrou em vigor imediatamente após a independência, conferiu o poder absoluto aos trabalhadores e camponeses, "unidos e liderados pela FRELIMO e pelos órgãos do poder popular".  A constituição consagrou a ascendência da FRELIMO num estado socialista de partido único, declarando que a FRELIMO era "a força governante do estado e da sociedade... A FRELIMO delineia a orientação básica do estado e dirige e supervisiona a acção dos órgãos do estado, a fim de garantir o cumprimento com a política do Estado com os interesses do povo".  A constituição também estabeleceu uma economia planificada, embora previsse o respeito pela propriedade pessoal.  As práticas anti-sociais, como a discriminação ou qualquer acto que o Estado considerasse perigoso para a harmonia social, foram considerados crimes puníveis nos termos da lei. 
Os poderes executivo, legislativo e judiciário foram atribuídos ao partido no poder.  Ao presidente do partido FRELIMO foi também concedido o papel de presidente do estado, presidente do tribunal do país, comandante-em-chefe das forças armadas e presidente do parlamento.  A legislatura nacional era conhecida como Assembleia do Povo e reunia-se para sessões de quatro dias, duas vezes por ano.  Era composto por 210 representantes não eleitos nomeados para cada assento pela liderança política da FRELIMO.  Devido ao facto de a legislatura se reunir apenas uma vez por ano, a maior parte da legislação foi proposta e de facto implementada preventivamente pelo poder executivo; a Assembleia Popular apenas ratificou a decisão do presidente na convocação.  Isto permitiu ao presidente da República Popular governar essencialmente por decreto.  No que diz respeito ao poder judicial, o governo proibiu toda a prática do direito privado e apelou a uma consultoria jurídica nacional para fornecer defensores públicos para os que estão em tribunal.  Nenhuma consultoria jurídica nacional foi realmente criada até 1986, o que significa que aqueles que eram julgados em tribunal não tinham recurso a aconselhamento jurídico.  Até que a consultoria jurídica pudesse ser estabelecida, a FRELIMO decidiu que os órgãos do Estado tinham poderes para administrar a "justiça popular", ou de outra forma, julgamentos extrajudiciais e muitas vezes arbitrários, sem o uso do sistema judicial. 
Os primeiros meses da presidência de Samora Machel foram marcados por uma série de reformas abrangentes: o novo governo nacionalizou os cuidados de saúde, a educação e a terra.  Todas as formas de produção e comércio varejista foram nacionalizadas pouco depois.  A FRELIMO também determinou que todos os serviços de radiodifusão deveriam ser colocados sob o controlo de uma única rede de radiodifusão estatal e instituiu um controlo governamental rigoroso da imprensa.  Samora declarou que era responsabilidade do Estado impor a vontade da maioria camponesa e trabalhadora, "mesmo que isso significasse forçar aqueles que se recusam a aceitar tal imposição, e reprimir aqueles que se opõem a tal vontade".   Também foram lançados ataques contra a intelectualidade moçambicana.  Embora tipicamente bastante progressistas e pró-FRELIMO antes da independência, as associações intelectuais e académicas também tinham uma tradição democrática de longa data, promoviam o debate livre e estavam abertas a diversas ideias políticas, todas elas vistas com suspeita pelo novo establishment político.  Foi imposta uma forma generalizada de censura; Samora anunciou que todas as "manifestações e influências da subcultura decadente da burguesia seriam expurgadas".  Elementos da cultura pop e da música ocidentais, por exemplo, foram banidos por seu “elitismo evidente”. 
A FRELIMO iniciou uma campanha de politização em massa: tentou organizar todos os segmentos da população num capítulo local do partido que também funcionasse como um sindicato no local de trabalho.  Sindicatos foram criados para mulheres, crianças em idade escolar, professores, jornalistas, escritores e trabalhadores.  Células partidárias foram estabelecidas em todos os locais de trabalho e em todas as áreas residenciais.  As cidades foram divididas em bairros comunitários, que por sua vez foram divididos em blocos compostos por unidades de dez famílias cada.  Funcionários da FRELIMO foram nomeados para politizar cada bloco naquele bairro, o que significava garantir que todos os residentes estavam registados na célula local da FRELIMO e monitorizar os seus respectivos rendimentos, estilos de vida e actividades quotidianas.  As unidades familiares eram obrigadas a denunciar os hóspedes e visitantes ao funcionário responsável pelo seu bloco.  Os seus movimentos foram fortemente restringidos; para garantir a conformidade com o sistema comunitário e de bloco, apenas pessoas registradas tinham permissão para usar hospitais, clínicas, escolas e lojas.  A inscrição no bloco também dava direito aos moradores a cartões de racionamento, sem os quais eram proibidos de comprar alimentos.  Era necessário um passaporte interno concedido pela FRELIMO para viajar fora da área residencial. 
Após a retirada portuguesa, muitos moçambicanos rurais saíram dos assentamentos fortificados estabelecidos como parte do programa de aldeias do tempo de guerra, regressando às suas propriedades ancestrais.  No entanto, a FRELIMO reavivou a campanha de aldeias e reuniu à força grandes sectores do campesinato em cooperativas agrícolas colectivizadas.  Ao concentrar a população rural nestes grandes assentamentos coletivizados, a FRELIMO insistiu que poderia fornecer melhor aos camponeses serviços básicos e doutrinação ideológica. 
Como parte da sua campanha de politização, as células da FRELIMO lembravam constantemente aos moçambicanos que os inimigos permanentes do Estado eram os conceitos abstractos de colonialismo, imperialismo e capitalismo.  Contudo, na ideologia do partido, os inimigos mais próximos de casa eram constantemente descodificados e identificados localmente e, portanto, estavam potencialmente em todo o lado.  Tais inimigos foram definidos como aqueles que apresentavam comportamento anti-social destinado a obstruir o governo.  Mesmo o menor desvio das realidades planeadas dos blocos colectivos nas cidades e aldeias colectivas nas áreas rurais poderia ser descodificado como um sinal de obstrução ou resistência.  Para identificar potenciais inimigos do Estado, os serviços de segurança estabeleceram uma rede oficial de informadores, que acabou por crescer para 17.000 na área de Maputo e 150.000 em todo o país.  Os vizinhos foram encorajados a informarem-se uns aos outros e a informarem-se sobre aqueles que falavam positivamente sobre os inimigos da nova sociedade. 

### Guerra civil
Foi o conflito civil que começou em 1977, dois anos após o fim da Guerra de Independência de Moçambique. Os ideais da Frente de Libertação de Moçambique, bem como os das forças armadas moçambicanas eram violentamente opostos aos da Resistência Nacional Moçambicana (RENAMO), que recebia financiamento da Rodésia e, mais tarde, da África do Sul. O conflito apenas terminou em 1992 com a assinatura do Acordo Geral de Paz pelo então presidente da república Joaquim Chissano e Afonso Dhlakama, então presidente da Renamo. Após o fim da guerra, o país viu a realização das primeiras eleições multipartidárias em 1994. 

## Relações Exteriores
A República Popular de Moçambique desfrutou de estreitos laços militares, políticos e económicos com os estados membros do COMECON durante a sua breve história, particularmente a União Soviética e Cuba. Ambos os países destacaram missões militares em Moçambique durante a guerra civil para aconselhar, treinar e equipar as Forças Populares de Libertação de Moçambique (FPLM). Em 1978, havia até 1.000 militares soviéticos e cubanos destacados no país.  Também foram destacados grandes contingentes técnicos civis; cerca de 600 técnicos cubanos e 650 técnicos soviéticos estiveram no país durante o final da década de 1980, trabalhando no desenvolvimento de infraestruturas mineiras, ferroviárias e pesqueiras.  Ambos os países também forneceram formação profissional e bolsas universitárias a cidadãos moçambicanos em condições especialmente generosas. Em 1987, por exemplo, 4.000 moçambicanos receberam bolsas de estudo para estudar em Cuba e 800 recebiam aí instrução profissional.  Entre 1977 e 1990, a União Soviética forneceu a Moçambique 105 milhões de dólares em ajuda financeira.  Durante a década de 1980, foi o maior parceiro comercial ultramarino do país, fornecendo uma pluralidade de produtos importados de Moçambique e todo o seu petróleo a crédito.  Muitas das importações soviéticas foram directamente trocadas por produtos agrícolas produzidos pelos camponeses de Moçambique. 
Apesar das relações diplomáticas geladas entre a República Popular de Moçambique e o governo declaradamente anticomunista do Partido Nacional da África do Sul, as realidades económicas garantiram que certos laços práticos fossem sempre mantidos.  Ao longo da guerra civil, Moçambique vendeu energia do seu complexo hidroeléctrico em Cahora Bassa à África do Sul, e os investidores sul-africanos sempre detiveram uma participação notável nas instalações portuárias do país. 
No final da década de 1980, com o declínio da influência económica soviética, a República Popular de Moçambique concluiu o seu primeiro grande acordo com o Fundo Monetário Internacional (FMI), aderiu à Convenção de Lomé e abriu relações diplomáticas com vários estados fora do bloco soviético, nomeadamente Alemanha Ocidental. 

## Forças Armadas
Após a independência em 1975, as forças de guerrilha da FRELIMO, as Forças Populares de Libertação de Moçambique (Forças Populares de Libertação de Moçambique - FPLM) foram reorganizadas nas Forças Armadas de Moçambique (Forças Armadas de Moçambique - FAM),  o oficial a designação é "Forças Armadas de Moçambique - FPLM."
A FAM foi inicialmente organizada de forma semelhante ao seu antecessor, sem patentes formais  exceto a partir de um sistema de "comandantes" que eram eleitos para o cargo por colegas soldados. A FRELIMO e a FAM/FPLM eram virtualmente indistinguíveis uma da outra após a sua estreita relação durante a guerra de independência. Em Dezembro de 1975, Moçambique foi abalado por uma rebelião fracassada em Lourenço Marques (Maputo), quando 400 soldados da FAM ocuparam posições estratégicas na Machava antes de serem forçados a recuar por polícias, militares e civis leais. A rebelião foi uma resposta à repressão e expurgo da corrupção dentro das forças armadas e do partido. 

## Educação

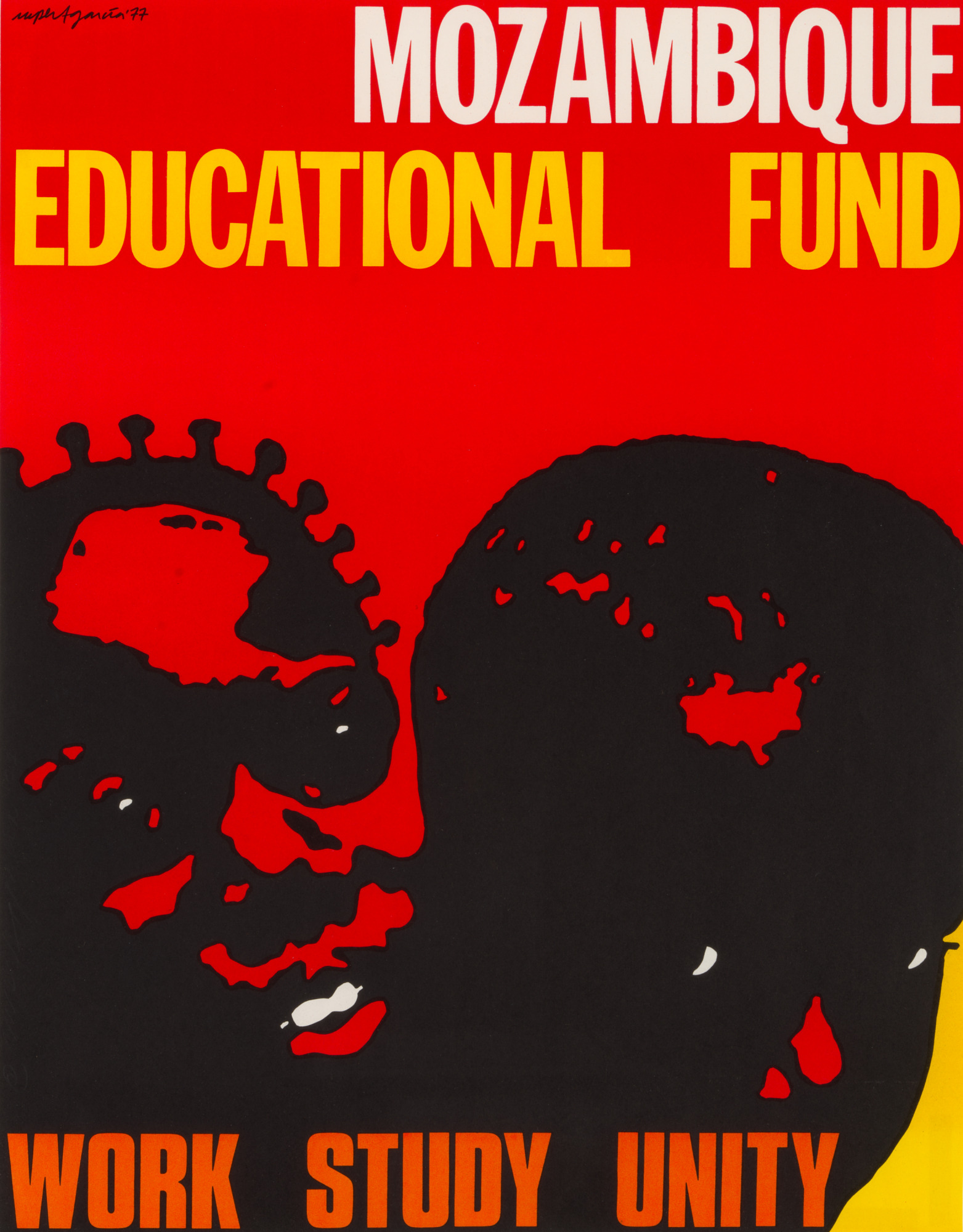
Cartaz de 1977 de Rupert García para o Fundo Educacional de Moçambique

As escolas públicas careciam de suprimentos básicos e os esforços de angariação de fundos começaram por grupos como o Fundo Educacional de Moçambique, nos Estados Unidos.  

## Cultura

### Feriados públicos
| Data           | Nome                      |
| -------------- | ------------------------- |
| 1º de janeiro  | Dia de Ano Novo           |
| 3 de fevereiro | Dia dos Heróis            |
| 7 de abril     | Dia da Mulher Moçambicana |
| 1 ° Maio       | Dia dos Trabalhadores     |
| 25 de junho    | Dia da Independência      |
| 7 de setembro  | Dia da Vitória            |
| 25 de setembro | Dia da Revolução          |
| 4 de outubro   | Dia das Forças Armadas    |
| 25 de dezembro | Dia da Família            |